# Amtseid des Präsidenten der Vereinigten Staaten
Der Amtseid des Präsidenten der Vereinigten Staaten (englisch Oath of office of the President of the United States) ist der Eid oder die Bekräftigung, die der Präsident der Vereinigten Staaten bei seinem Amtsantritt leistet. Der Wortlaut des Eids ist in Art. II, Sec. 1 der Verfassung der Vereinigten Staaten festgelegt. Der (wieder-)gewählte Präsident legt den Amtseid i. d. R. vor dem Kapitol in Anwesenheit des Inauguration Committee ab.

## Wortlaut

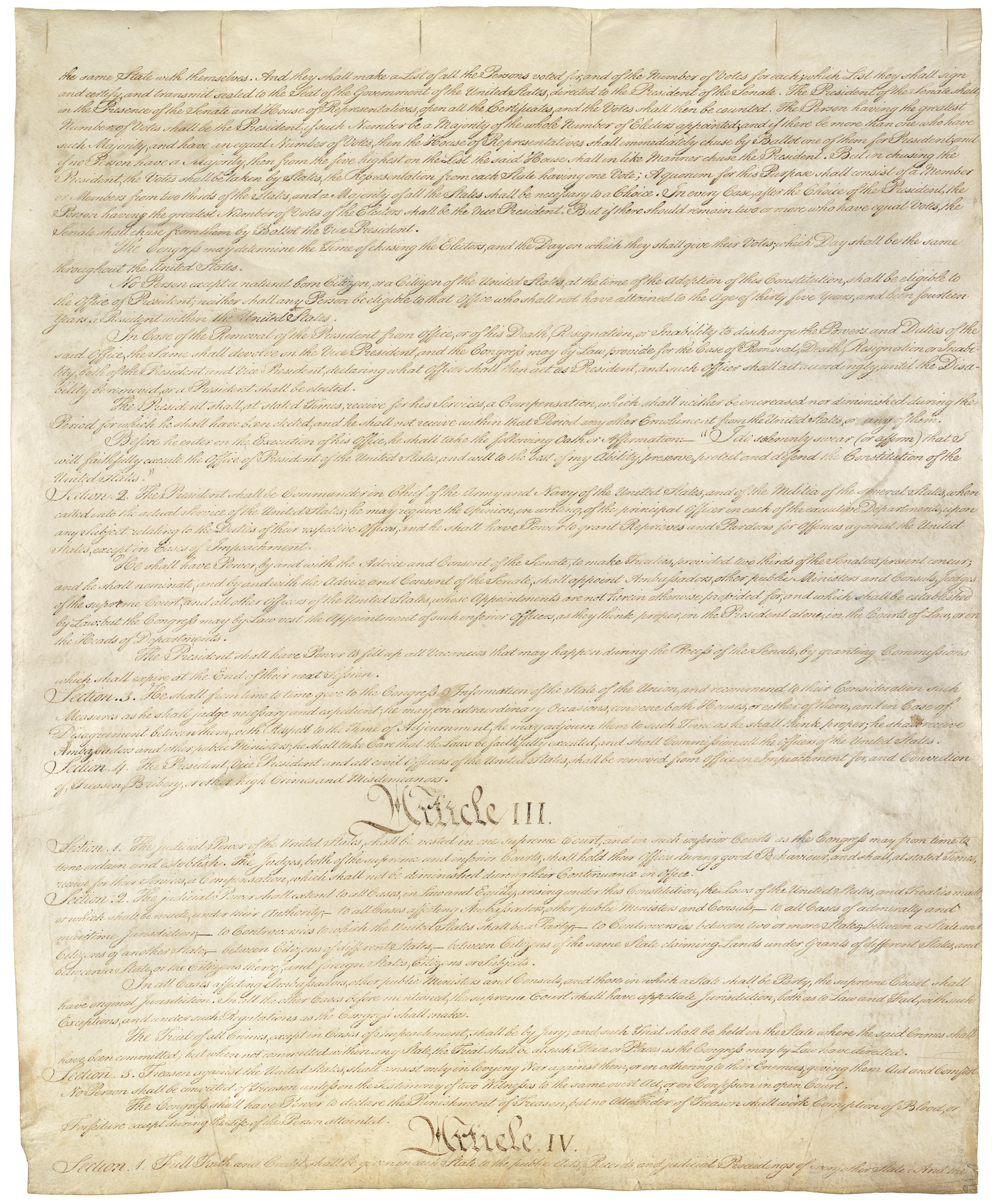
Seite 3, Artikel II des Originaldokuments der Verfassung der Vereinigten Staaten

Nach Art. II, Sec. 1 der Verfassung der Vereinigten Staaten leistet der Präsident bei Amtsantritt folgenden Amtseid (Oath of office of the President of the United States):
“I (Name) do solemnly swear (or affirm) that I will faithfully execute the Office of President of the United States, and will to the best of my ability, preserve, protect and defend the Constitution of the United States.”
„Ich, [Name], schwöre [oder bekräftige] feierlich, dass ich das Amt des Präsidenten der Vereinigten Staaten getreulich ausführen und die Verfassung der Vereinigten Staaten nach besten Kräften wahren, schützen und verteidigen werde.“
Eine religiöse Bekräftigung ist nicht notwendig, aber in Form von So help me God („So wahr mir Gott helfe“) üblich.

## Ablegung des Amtseids
Obwohl die Verfassung nicht vorschreibt, dass jemand dem gewählten Präsidenten den Amtseid abnehmen soll, war dies seit John Adams gängige Praxis. Diese Aufgabe fällt seitdem traditionell dem obersten Richter der Vereinigten Staaten zu. Ausnahmen bildeten hierbei meist die geleisteten Amtseide von Vize-Präsidenten, welche in das Amt des Präsidenten nach dem Tod ihres Vorgängers nachrückten.

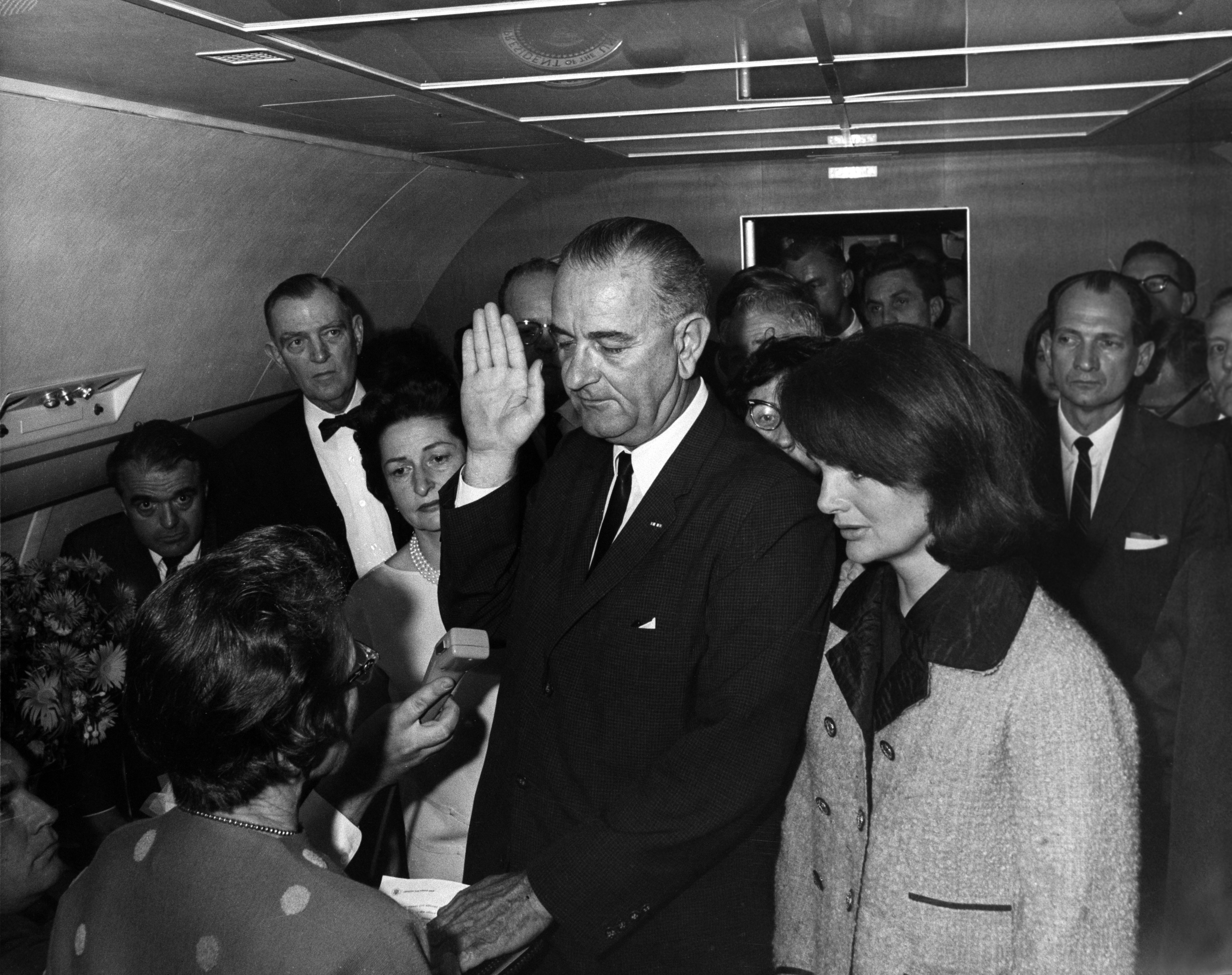
Lyndon B. Johnson legt den Amtseid an Bord der Air Force One ab

George Washington wurde bei seiner ersten Amtseinführung am 30. April 1789 von Robert Livingston, dem damaligen Kanzler von New York,  in sein Amt vereidigt. William Cranch, vorsitzender Richter des Bezirksgerichts von Washington D.C., nahm Millard Fillmore am 10. Juli 1850 den Eid ab, als er nach dem Tod von Zachary Taylor Präsident wurde. Als Calvin Coolidge über den Tod von Warren Harding informiert wurde, wurde er während eines Besuchs seines Geburtshauses in Plymouth, Vermont, von seinem Vater, John Calvin Coolidge Sr., einem Notar, als Präsident vereidigt. Bundesrichterin Sarah T. Hughes nahm Lyndon B. Johnson nach der Ermordung von John F. Kennedy am 22. November 1963 an Bord der Air Force One den Amtseid ab; das bisher einzige Mal, dass eine Frau den Amtseid abnahm.

### Formen der Eidesleistung
Es gibt zwei Formen der Eidesleistung, wovon jedoch nur noch eine gängige Praxis ist.
Unter der ersten Form, die jetzt nicht mehr verwendet wird, formulierte der Abnehmer des Eids, i. d. R. der oberste Richter, den Eid in Form einer Frage („Schwören Sie, George Washington, feierlich ...“) und bat dann um eine Bestätigung des Präsidentenamtsanwärters (z. B. „Ich schwöre.“). Es wird angenommen, dass dies zumindest bis Anfang des 20. Jahrhunderts das gängige Verfahren war. Im Jahr 1881 berichtete der Artikel der New York Times über die Vereidigung von Chester A. Arthur, dass er auf die Frage, den ihm vorgetragenen Eid anzunehmen, mit den Worten antwortete: „Ich werde, so wahr mir Gott helfe.“.
In der zweiten und aktuellen Form artikuliert der Abnehmer des Eids die Eidesformel bejahend und in der ersten Person, so dass der gewählte Präsident den Eid ablegt, indem er ihn wörtlich wiederholt. Im Fall von Franklin Roosevelts erster Vereidigung 1933 rezitierte der oberste Richter Charles Evans Hughes den gesamten Eid in einem Stück, woraufhin Roosevelt den Eid von Anfang bis Ende wiederholte. Zur Zeit der Amtseinführung von Harry Truman im Jahr 1949 bestand die Praxis darin, dass der Oberste Richter den Eid Satz für Satz aussprach, wobei der Präsident diese Sätze Stück für Stück wiederholte, bis der Eid vollendet war, so wie es auch heute noch geschieht.

### Benutzen von Bibeln

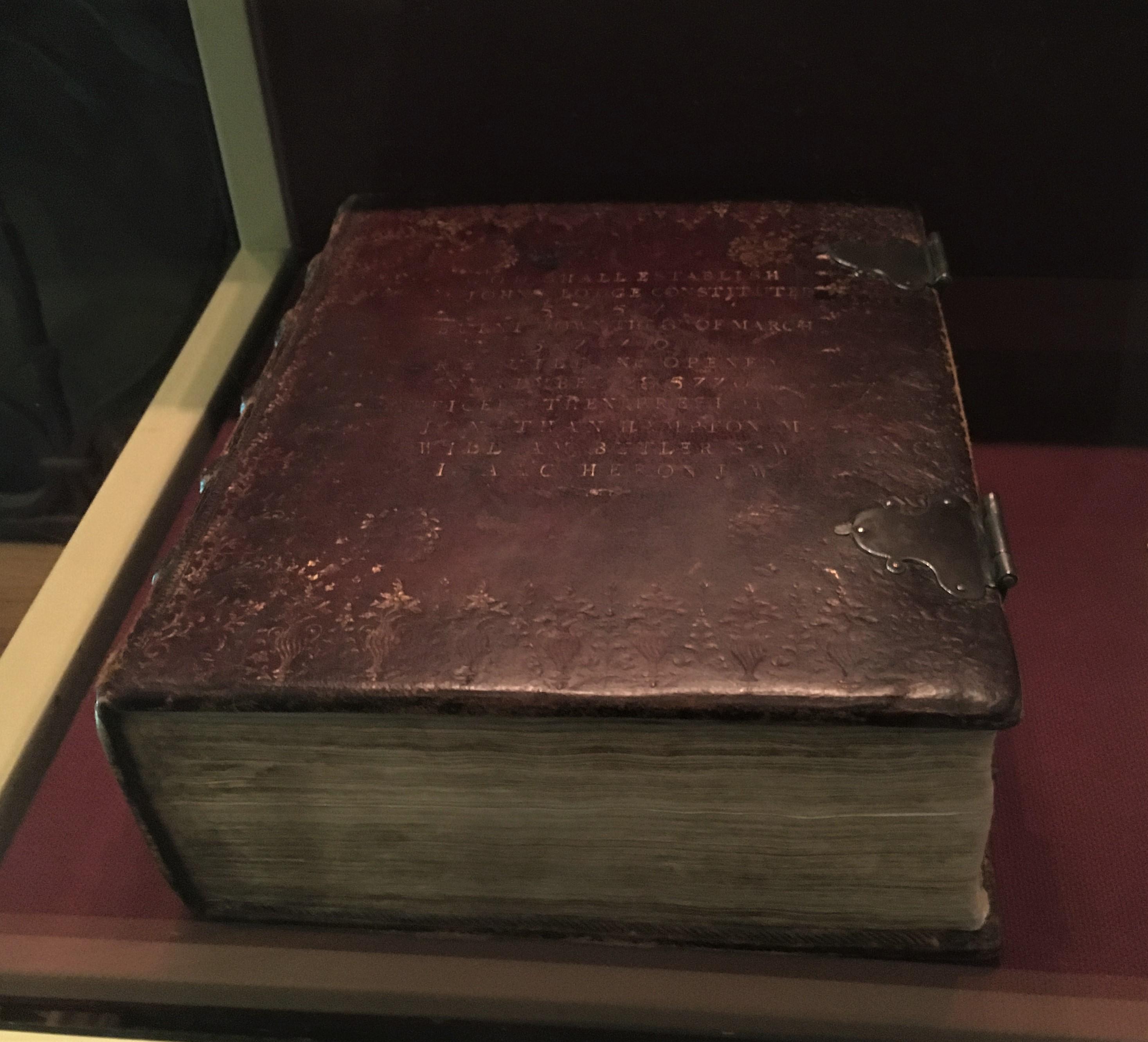
Bibel, die George Washington bei seiner ersten Vereidigung verwendete

Gemäß der Konventionen heben neue Präsidenten während sie den Amtseid ablegen ihre rechte Hand und legen die linke Hand auf eine Bibel, Im Jahr 1789 legte George Washington den Amtseid mit einer Altarbibel ab, die er von der St. John’s Loge Nr. 1 der alten Yorker Freimaurerloge in New York geliehen hatte, und küsste die Bibel danach. Nachfolgende Präsidenten bis einschließlich Harry S. Truman folgten diesem Beispiel. Dwight D. Eisenhower sprach 1953 ein Gebet, anstatt die Bibel zu küssen. Theodore Roosevelt benutzte keine Bibel, als er 1901 den Eid leistete. Bei der Amtseinführung von John Quincy Adams wurde die Bibel durch ein Gesetzbuch, mit der Absicht, auf die Verfassung zu schwören, ersetzt. Harry Truman, Dwight Eisenhower, Richard Nixon, George H. W. Bush, Barack Obama und Donald Trump schworen jeweils den Eid auf zwei Bibeln. Die große ledergebundene Bibel, die Joe Biden benutzte, befand sich seit 1893 im Besitz der Familie Biden.